# Leffert Thelen Poppinga
Leffert Thelen Poppinga (auch Leffertus Thelenius  Poppinga; * 22. März 1824 in Marienhafe; † 3. Februar 1901 ebenda) war ein deutscher Maler und Gastwirt. Er gilt als einer der wichtigsten ostfriesischen Maler aus der ersten Hälfte des 19. Jahrhunderts.

## Leben

### Familie
Leffert Thelen Poppinga entstammte einer lutherischen Familie von Bauern und Gastwirten aus den ostfriesischen Gemeinden Marienhafe und Upgant (heute Upgant-Schott).
Er wurde als sechstes von sieben Kindern und jüngster von vier Söhnen der Eheleute Ubbo Emmius Poppinga und Rixtine Maria Garrelts in Marienhafe geboren. Ubbo Emmius Poppinga besaß in Marienhafe kleinere Ländereien und die Braugerechtsame; er betrieb zudem die Posthalterei.

### Ausbildung und Studium
Poppinga begann zunächst eine Mechaniker-Lehre in einer bremischen Schlosserei, diese brach er, ebenso wie eine Müllerlehre, vorzeitig ab. Er wurde durch einen Maler Langhans in seinem Talent zum Zeichnen und Malen gefördert.
1841 begann er eine Lehre beim Maler Evert Janssen Schipper in Norden.
1842 wurde dem dann 17-jährigen ein Reisepass ausgestellt, in dem die Bezeichnung Kunstmaler als Ausbildung eingetragen wurde. Eine Studienreise führte ihn zusammen mit seinem Lehrer Schipper nach Amsterdam, Düsseldorf und München. Dort begann er ein Studium des Faches Malerei an der Akademie der Bildenden Künste München. Dieses dauerte bis zum September 1847.
Im Jahr 1844 erhielt er, noch während dieses Studiums, einen Preis der Ostfriesischen Landschaft für ein Selbstporträt. Diese befindet sich heute im Eigentum der Familie.
Während seines Studiums in München nutzte der junge Künstler die Möglichkeiten, die ihm seine städtische Umgebung bat, und besuchte Opern, Theater, und Konzerte. Er versuchte, durch intensives Lesen sein Allgemeinwissen zu verbessern, und befasste sich zudem mit den Grundlagen der menschlichen Anatomie.

### Rückkehr nach Marienhafe
Poppinga plante, nach dem Ende seines Studiums nach Rom zu reisen, um dort seine Studien fortzusetzen; er plante, Landschaftsmalerei und historische oder religiöse Bildmotive malen zu lernen. Diese Reise wollte er durch Porträtaufträge in Ostfriesland finanzieren. Aus diesem Grund reiste er von München über Wien, Prag, Dresden und Berlin zurück nach Marienhafe.
Dort eröffnete ihm der Vater, dass er in wirtschaftlichen Schwierigkeiten steckte, zu denen auch die Finanzierung des Kunststudiums des Sohnes beigetragen hatte. Außerdem konnte keiner der älteren Brüder den Betrieb weiterführen, so dass sich der jüngste Sohn der Familie in der Situation fand, das Erbe und die Verantwortung für die Geschäfte annehmen zu müssen. Dieses kommentierte Poppinga später mit den Worten „Ich hätte eher an meinen Tod geglaubt, als daß ich einmal Gastwirt in Marienhafe werden könnte.“
Poppinga arbeitete wochenweise in Emden, Aurich, Leer, Weener und Hage als Porträtmaler. Die Honorare flossen in den Betrieb des Vaters, der erst 1852 an den Sohn überschrieben wurden. Nach der Übernahme der Betriebe versuchte Poppinga zunächst, beide Tätigkeitsbereiche parallel zu betreiben, aber nach wenigen Jahren beendete er die Arbeit als Maler.
Die Posthalterei wurde abgegeben und der Gasthof, in Weißes Haus umbenannt, erhielt einen weiteren Saal. 1863 heiratete Poppinga Trientje Juliana von Essen; aus der Ehe gingen zwei Kinder hervor.
Poppinga starb 1901 in Marienhafe.

## Rezeption
Poppinga wird neben Gerhard Heinrich Nanninga als der wichtigste Maler Ostfrieslands seiner Zeit angesehen, dessen Porträts sich auf hohem malerischen Niveau befinden und den Geschmack der Zeit trafen.

## Werke
- Porträt: Selbstporträt 1844 (Zeichnung), Familienbesitz (Reproduktion Ostfriesische Landschaft)
- Porträt: Frau mit Laute 1847, Reproduktion Ostfriesischer Kunstkalender 1980

## Sanierungskontroverse

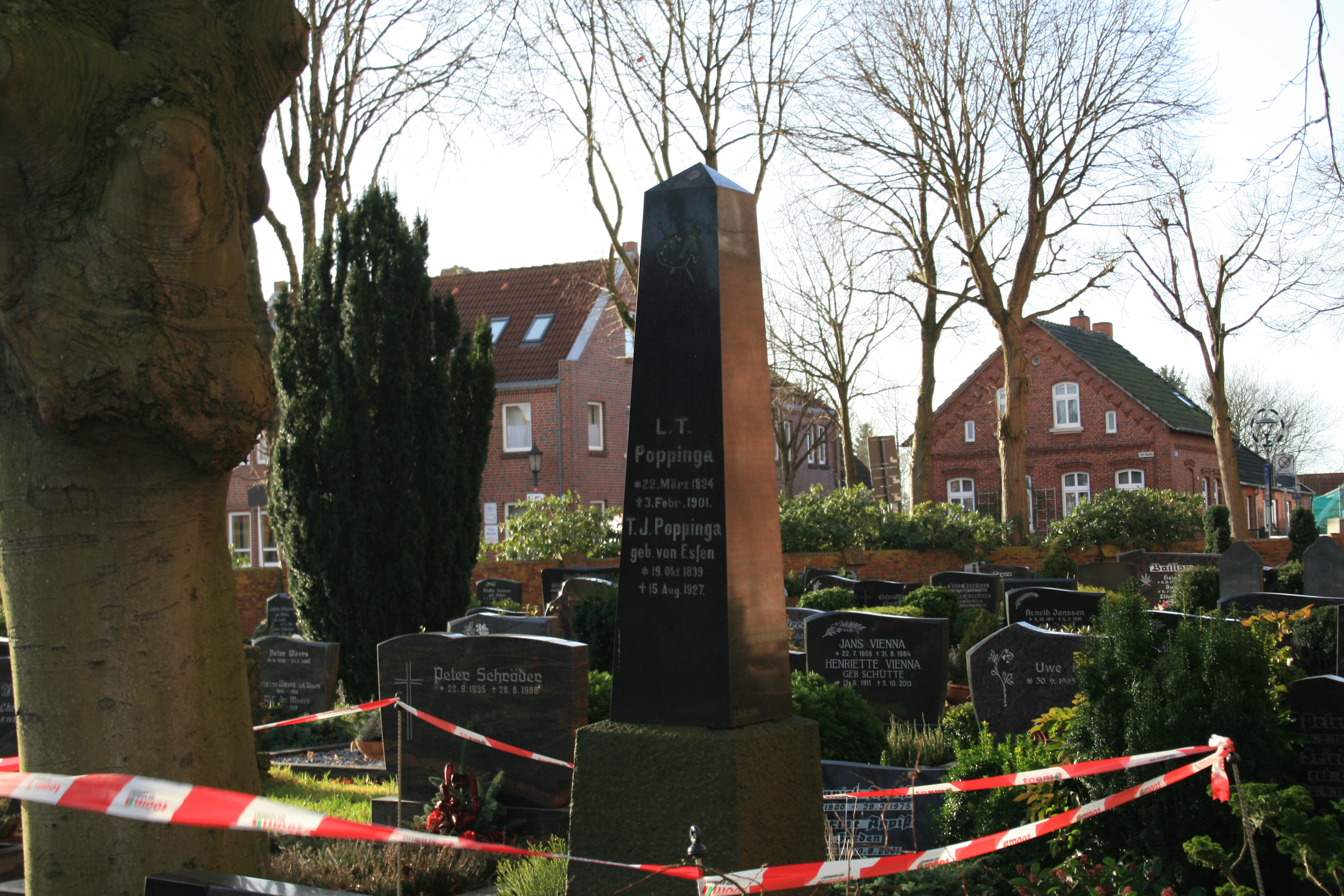
Obelisk (2016, vor Restaurierung)

Ende 2016 entstand eine Kontroverse um die Sanierung des Obelisken auf Poppingas Grab. Die lutherische Kirchengemeinde Marienhafe hat ihre politischen Gemeinden Marienhafe (Standort des Friedhofs) und Upgant-Schott um finanzielle Unterstützung gebeten. Diese wurde von Marienhafe zugesagt, von Upgant-Schott hingegen mit der Begründung abgelehnt, dass auch Poppingas Sohn, ein bekennender Nationalsozialist, im Familiengrab beigesetzt sei und die Gemeinde nicht indirekt dessen Grab aufwerten wolle.